# Eidmanacris multispinosa
Eidmanacris multispinosa är en insektsart som beskrevs av Desutter-grandcolas 1995. Eidmanacris multispinosa ingår i släktet Eidmanacris och familjen syrsor. Inga underarter finns listade i Catalogue of Life.